# Балет Српског народног позоришта
Балет Српског народног позоришта је своје прве кораке учинио децембра 1947. године, када је Војвођанско народно позориште (данас Српско народно позориште), у оквиру свог Драмског студија, отворило Балетски одсек. 1948. године, Студио прераста у Средњу балетску школу класичне оријентације, која је образовала играче за потребе Српског народног позоришта.
Најзначајнији резултати у том периоду су постигнути захваљујући кореографу и педагогу Даници Живановић, која је поставила кореографију за оперу Еро с онога свијета са фолклорним играчима и солистима Петром Јерантом и Иреном Киш (тада једином балерином у ансамблу).
Фебруара 1950. управник СНП-а Јован Коњовић и директор Балетске школе Маргарита Дебељак организовали су аудицију после које је ангажовано 24 члана уметничког ансамбла Дома ЈНА, заједно са главним кореографом и педагогом Марином Олењином.
Балет Српског народног позоришта основан је 8. марта 1950. Прва балетска представа била је Шехерезада Николаја Римског-Корсакова у кореографији Марине Олењине, премијерно изведена 25. маја исте године. Први солисти су били Јелена Андрејев, Борис Радак, Вера Блажић, Петар Јерант, Јелена Главонић, Крсто Кузмановски, Стеван Израиловски, Стеван Гребелдингер, Милорад Мића Живановић, Маргита Братоножић, Жарко Миленковић и други.
Од својих почетака, Балет изводи дела домаће баштине: Лицитарско срце (Барановић), Ђаво у селу (Лотка), Охридска легенда (Христић). Критичари сматрају прво извођење Лабудовог језера (Чајковски) од 8. јануара 1955. веома важним датумом у историји новосадског Балета. То је био период када је прва генерација Балетске школе дипломирала, доносећи нове покрете и нове играчке вештине и стварајући нове услове за кореографске креације. Балет је наставио да ангажује младе и образоване плесаче који су обележили културни живот Новог Сада и земље: Даница Рекалић, Мира Поповић, Ксенија Глигорић, Мира Матић, Јелена Михајловић Хајек, Јелица Нинковић Прокић, Игњат Игњатовић, Бранка Типелац, Хелмут Неделко, Мира Тапавица, Ерика Марјаш-Брзић, Софија Стојадиновић, Добрила Новков, Биљана Максић Његован, Ото Рис, Јулијана Сремац, Растислав Варга, Живојин Новков, Амалија Петрић Узелац, Мира Рушкуц ...

Многи истакнути кореографи радили су у Балету Српског народног позоришта. У првом периоду то су били: Борис Тонин (који је донео нове и интересантне идеје и покушао да афирмише новосадски Балет на турнејама по свету), Макс Кирбос, Вера Костић, Карол Тот, Пиа и Пино Млакар. Огроман утицај оствариле су Вера Бокадеро и Стела Пирогова (модерна верзија Лабудовог језера), као и Лидија Пилипенко (Вечити младожења и Избирачица композитора Зорана Мулића), Владимир Логунов и Крунислав Симић. Упоредо са класичним плесом, креиран је и модерни израз у кореографијама Георгија Македонског и Ике Отрина. И у каснијем периоду настављено је истраживање на пољу уметничке експресије. Нада Кокотовић упознала је играче са савременим плесом, а Ендру Питер Гринвуд (Велика Британија) помогао им је да се укључе у светске токове, модернизују и обогате плесачки израз.
- &amp;quot;Ромео и Јулија&amp;quot;, балет Сергеја Прокофијева по истоименом Шекспировом комаду, СНП, Нови Сад, 2006/07. Фотографије су део фото збирке Српског народног позоришта.

Сезона 1994/95. је значајна по премијери Грка Зорбе (Микис Теодоракис), најуспешније представе деценије која је на репертоару непрекидно од тада.
Током седамдесетих, балетски репертоар је обогаћен представама за најмлађу публику (Петар Пан, Црвенкапа, Пипи Дуга Чарапа, касније Коњић Грбоњић, Макс и Мориц, Крцко орашчић, Пинокио...)
Балетски ансамбл Српског народног позоришта и данас има изванредне солисте и играче који изводе класични и модерни, светски и домаћи репертоар.

## Форум за нови плес
Форум за нови плес основан је у јуну 2002, у циљу стварања новог простора за истраживање савременог плесног и позоришног израза. Пратећи аутентичне потребе младих играча за истраживањем и проширивањем искуства, одлучено је да им се омогући усавршавање на пољу савременог плеса, кроз различите образовне програме - радионице и предавања, чији су резултат биле представе и кореографске минијатуре у сарадњи са еминентним кореографима из земље и иностранства.

Овај пројекат је живео до 2016. године и својим садржајем је умногоме допринео препознавању, разумевању и афирмисању савременог плеса у средини која је до његовог почетка била веома мало упућена у нове видове уметничког плесног изражавања. Представе Форума за нови плес су учествовале на великом броју међународних фестивала, освојиле су велики број награда и гостовале у региону и широм света.

## Извори и литература
1. ↑  САВИЋ, Свенка. 55 година Балетске школе у Новом Саду, Нови Сад: Футура публикације, 2004.
2. ↑  „БАЛЕТ | Српско народно позориште”. www.snp.org.rs. Архивирано из оригинала 06. 07. 2019. г. Приступљено 19. 07. 2019.
3. ↑  Krčmar, Vesna (2004). Balet : prvih pedeset godina : 1950-2003. Novi Sad: Srpsko narodno pozorište. ISBN 8680951172 Проверите вредност параметра |isbn=: checksum (помоћ). OCLC 500285097.